# Фон Сохоцкий, Сабин
Сабин Арнольд фон Сохоцкий (англ. Sabin Arnold von Sochocky, 1883 — 14 ноября 1928 года, Ориндж, Нью-Джерси, США) — американский изобретатель украинского происхождения. Основатель United States Radium Corporation, получивший известность благодаря изобретению радиевой краски.

## Биография
Сабин Арнольд фон Сохоцкий родился на территории нынешней Украины (по другим данным в Австрии). Получил медицинское образование в московском университете. В 1906 году иммигрировал в США, где получил американское гражданство. В начале XX века велись активные исследования радия и фон Сохоцкий также принял участие в этих исследованиях в надежде разбогатеть. Не имея большого капитала или стабильного заработка он начал эксперименты с более дешевым изотопом радия — мезоторием, который он смешал с обычным изотопом радий-226 и получил радиевую краску, получившую название Undark. Фон Сохоцкий начал разрисовывать циферблаты часов и продавать их своим знакомым, но, осознав потенциал своего изобретения и заручившись поддержкой и финансированием Джорджа Уиллиса, он в 1914 (по другим данным в 1915) году основал компанию Radium Luminous Material Corporation (позже переименована в United States Radium Corporation или US Radium Corporation). Компания начала производить краску для нанесения на различные материалы: от ткани до клейкой ленты. Вскоре и военные осознали преимущество данной краски, а начало Первой мировой войны привело к буму заказов от армии США. После завершения войны компания переориентировалась на гражданское применение и к 1920 году выпускала более 4 млн часов в год.
В начале 1920-х годов стали появляться первые симптомы болезни среди работников компании и к 1924 году девять работниц умерло от отравления радием. В результате расследования, в 1925 году у Сохоцкого также были обнаружены следы радия в организме. Первоначально он думал, что сумеет излечиться, и многократно посещал высокогорные курорты, помогающие при анемии. Однако его здоровье продолжило ухудшаться, у него начали выпадать зубы и чернеть пальцы. В борьбе с болезнью он перенес тринадцать переливаний крови, но и это не помогло. Сабин Арнольд фон Сохоцкий умер в своём доме в Ориндже, Нью-Джерси. Согласно его личному врачу, причиной смерти стала апластическая анемия из-за отравления радием.